# فريتز كريستيانسن
فريتز كريستيانسن هو مصارع رياضي دنماركي، ولد في 27 يناير 1889، وتوفي في 8 أغسطس 1955.

## وصلات خارجية
- فريتز كريستيانسن على موقع أوليمبيديا (الإنجليزية)